# الشرية (صنعاء)

تعديل مصدري - تعديل

الشريه هي إحدى قرى مديرية بني حشيش التابعة لمحافظة صنعاء اليمنية، بلغ تعداد سكانها 2692 نسمة حسب الإحصاء الذي جرى عام 2004.